# Zofia Jabłońska-Erdmanowa
Zofia Jabłońska-Erdmanowa (ur. 1897, zm. 13 września 1998) – polska poetka. Pisała wiersze o tematyce tatrzańskiej.
W 1990 została odznaczona Krzyżem za udział w Wojnie 1918–1921.

## Twórczość
- U twoich wrót, Ojczyzno!. Petrograd: Księgarnia Polska, 1917. OCLC 836728605. Brak numerów stron w książce
- Oświecenie i romantyzm w stowarzyszeniach młodzieży wileńskiej na początku XIX w.. Wilno: Towarzystwo Przyjaciół Nauk, 1931. OCLC 749526472. Brak numerów stron w książce
- Kosówka i kaktus. Łódź: Dom Książki Polskiej, 1932. OCLC 836728539. Brak numerów stron w książce
- Stara ciupaga i inne wiersze z lat 1948–1993. Kraków: 1994. ISBN 83-86077-65-4. Brak numerów stron w książce